# Киевское суворовское военное училище
Ки́евское суво́ровское вое́нное учи́лище (КвСВУ) (бывшее Харьковское — ХрСВУ, укр. Київське суворовське військове училище) — военное образовательное учреждение, располагавшееся в столице Украинской ССР городе Киев с 1943 по 1992 год.
В 1992 году КСВУ преобразовано в Киевский военный лицей имени Ивана Богуна.

## История
В 1943 году среди первых открытых в СССР 11 суворовских военных училищ было Харьковское суворовское военное училище: в соответствии с Постановлением СНК СССР и ЦК ВКП(б) и на основании директивы Генерального штаба Красной Армии от 27 сентября 1943 года началось формирование Харьковского суворовского военного училища в городе Чугуеве Харьковской области. Постановлением Президиума Верховного совета СССР от 24 ноября 1943 года Харьковскому суворовскому военному училищу было вручено Красное Знамя — символ воинской чести, доблести и славы. С тех пор этот день стал днём рождения училища и традиционным праздником. Эта дата совпадает с днём рождения А. В. Суворова — 24 ноября 1730 года.
Для училища было выделено лучшее здание города, расположенное на высоком берегу реки Северский Донец, на площади имени В. И. Ленина. Это трёхэтажное здание, украшенное кирпичным узором, с башней в центральной части было построено ещё в XIX веке, как штаб Украинского округа военных поселений, в котором позднее, с 60-х годов XIX века по 1917 год, располагалось Чугуевское военное юнкерское училище.
20 сентября 1943 года в командование училищем вступил гвардии генерал-майор Пётр Антонович Ерёмин.
Согласно наряду Управления военно-учебных заведений Красной Армии, в период с 18 по 20 ноября 1943 года в училище прибыло 415 воспитанников из Харьковской и Ворошиловградской областей УССР, Воронежской, Курской, Тульской и Московской областей РСФСР.
На основании распоряжения начальника Генерального штаба ВС СССР №ОРГ/1/470677 от 17 мая 1947 года училище с 1 июля 1947 года передислоцировалось из Чугуева в город Киев, в связи с чем ему было присвоено новое наименование — Киевское суворовское военное училище. Училище разместилось в здании, где ранее дислоцировалось 2-е Киевское Краснознамённое училище самоходной артиллерии имени М. В. Фрунзе. Здание в стиле неоклассицизма было построено в 1915 году для Киевского Алексеевского инженерного военного училища, ликвидированного в конце 1917 г. Юнкером этого училища был Николай Афанасьевич Булгаков, брат писателя, послуживший прототипом Николки из романа «Белая гвардия».
В соответствии с директивой Главного штаба Сухопутных войск №ОШ/5/1365488 от 28 апреля 1955 года Киевское суворовское военное училище с 1 августа 1955 года переформировано в Киевское суворовское офицерское училище.
В соответствии с директивой Главнокомандующего Сухопутными войсками №ОШ/1/267113 от 25 января 1958 года Киевское суворовское офицерское училище с 20 октября 1958 года снова переформировано в Киевское суворовское военное училище.
В 1992 году на основании постановления Кабинета министров Украины от 19 августа 1992 года на базе Киевского суворовского военного училища создан Киевский военный лицей имени Ивана Богуна.
За годы существования проведено 44 выпуска курсантов.
24 января 2019 года памятник Александру Суворову, установленный в 1974 году перед зданием бывшего училища, был демонтирован.

## Начальники
- 1943—1944 — генерал-майор Ерёмин Пётр Антонович,
- 1944—1945 — генерал-майор Визжилин Виктор Алексеевич,
- 1945—1954 — генерал-майор Томашевский Андрей Михайлович,
- 1954—1956 — генерал-майор Поцелуев Иван Абрамович,
- 1956—1958 —  генерал-майор Уманский Терентий Фомич,
- 1958—1970 — генерал-майор Кибардин Борис Михайлович,
- 1970—1985 — генерал-майор Кауркин Иван Иванович,
- 1985—1992 — генерал-майор Сидоров Виктор Павлович.

## Известные выпускники
См. Категория:Выпускники Киевского суворовского военного училища